# Lijst van gemeentelijke monumenten in Haarlem-Oost
Het stadsdeel Haarlem-Oost telt gemeentelijke monumenten. 
| Object                                           | Bouwjaar | Architect | Locatie                                          | Plaats  | Coördinaten                   | Nr.          | Afbeelding  |
| ------------------------------------------------ | -------- | --------- | ------------------------------------------------ | ------- | ----------------------------- | ------------ | ----------- |
| Drijfriemenfabriek                               |          |           | Harmenjansweg 95                                 | Haarlem | 52° 23' 7" NB, 4° 38' 50" OL  | 0392/59-0239 | Upload foto |
| schip "Animo"                                    |          |           | Oudeweg 39 B                                     | Haarlem | 52° 23' 8" NB, 4° 38' 55" OL  | 0392/GM      | Upload foto |
| schip Animo                                      |          |           | Penningsveer                                     | Haarlem | 52° 23' 28" NB, 4° 40' 29" OL | 0392/59-0065 | Upload foto |
| Minckelersweg 2 gebouw A                         |          |           | Minckelersweg 2 gebouw A                         | Haarlem | 52° 23' 12" NB, 4° 39' 8" OL  | 0392/59-0118 | Upload foto |
| Minckelersweg 2 gebouw F                         |          |           | Minckelersweg 2 gebouw F                         | Haarlem | 52° 23' 12" NB, 4° 39' 8" OL  | 0392/59-0119 | Upload foto |
| Minckelersweg 2 gebouw G                         |          |           | Minckelersweg 2 gebouw G                         | Haarlem | 52° 23' 12" NB, 4° 39' 8" OL  | 0392/59-0120 | Upload foto |
| Minckelersweg 2 H gebouw DE                      |          |           | Minckelersweg 2 H gebouw DE                      | Haarlem | 52° 23' 12" NB, 4° 39' 8" OL  | 0392/59-0121 | Upload foto |
| Minckelersweg 2 M gebouw BC                      |          |           | Minckelersweg 2 M gebouw BC                      | Haarlem | 52° 23' 12" NB, 4° 39' 8" OL  | 0392/59-0122 | Upload foto |
| Complex Schalkwijkerstraat                       |          |           | Schalkwijkerstraat 61 - 113/Slachthuisstraat 2   | Haarlem | 52° 22' 25" NB, 4° 38' 37" OL | 0392/59-0264 | Upload foto |
| Slachthuisstraat 152 / Oorkondelaan 3            |          |           | Slachthuisstraat 152 / Oorkondelaan 3            | Haarlem | 52° 22' 26" NB, 4° 39' 6" OL  | 0392/59-0205 | Upload foto |
| Slachthuisstraat 2 / Schalkwijkerstraat 61 - 113 |          |           | Slachthuisstraat 2 / Schalkwijkerstraat 61 - 113 | Haarlem | 52° 22' 25" NB, 4° 38' 37" OL | 0392/59-0264 | Upload foto |